# Reprezentacja Czech na Mistrzostwach Europy w Wioślarstwie 2010
Reprezentacja Czech na Mistrzostwach Europy w Wioślarstwie 2010 liczyła 32 sportowców. Najlepszym wynikiem było 1. miejsce w jedynce mężczyzn.

## Medale

### Złote medale
jedynka mężczyzn (M1x): Ondřej Synek

### Srebrne medale
jedynka kobiet (W1x): Miroslava Knapková

### Brązowe medale
dwójka podwójna mężczyzn (M2x): Petr Vitásek, David Jirka
dwójka ze sternikiem (M2+): Jakub Houška, Jakub Makovička, Oldřich Hejdušek
czwórka bez sternika (M4-): Jan Gruber, Milan Doleček, Milan Bruncvík, Michal Horváth

## Wyniki

### Konkurencje mężczyzn
- jedynka (M1x): Ondřej Synek – 1. miejsce
- dwójka bez sternika (M2-): Jakub Houška, Jakub Makovička – 8. miejsce
- dwójka podwójna (M2x): Petr Vitásek, David Jirka – 3. miejsce
- dwójka podwójna wagi lekkiej (LM2x): Petr Čabla, Adam Kapa – 12. miejsce
- dwójka ze sternikiem (M2+): Jakub Houška, Jakub Makovička, Oldřich Hejdušek – 3. miejsce
- czwórka bez sternika (M4-): Jan Gruber, Milan Doleček, Milan Bruncvík, Michal Horváth – 3. miejsce
- czwórka bez sternika wagi lekkiej (LM4-): Jan Vetešník, Ondřej Vetešník, Jiří Kopáč, Miroslav Vraštil – 7. miejsce
- czwórka podwójna (M4x): Petr Buzrla, Martin Basl, Petr Ouředníček, Jan Andrle – 7. miejsce
- ósemka (M8+): David Szabó, Matyáš Klang, Karel Behal, Jakub Koloc, Petr Melichar, Jan Pilc, Jiří Srna, Petr Handlovic, Martin Suma – 7. miejsce

### Konkurencje kobiet
- jedynka (W1x): Miroslava Knapková – 2. miejsce
- dwójka podwójna (W2x): Jitka Antošová, Lenka Antošová – 5. miejsce